# 3844 Lujiaxi
3844 Lujiaxi eller 1966 BZ är en asteroid i huvudbältet som upptäcktes den 30 januari 1966 av Purple Mountain-observatoriet i Nanjing, Kina. Den är uppkallad efter den kinesiske kemisten Lu Jiaxi.
Asteroiden har en diameter på ungefär 15 kilometer.